# Književnost u 1866.
◄◄ | ◄ | 1863. | 1864. | 1865. | 1866.  | 1867. | 1868. | 1869. | ► | ►►
Arhitektura • Astronomija • Biologija • Fotografija • Glazba • Kazalište • Kemija • Kiparstvo • Knjige • Književnost • Kršćanstvo • Meteorologija • Medicina • Planinarstvo • Politika • Pravo • Promet • Slikarstvo • Šport • Znanost • Željeznički promet
Književnost u 1866.

## Svijet

### Književna djela
- Zločin i kazna Fjodora Mihajloviča Dostojevskog

### Rođenja
- 29. siječnja – Romain Rolland, francuski romanopisac, dramatičar i muzikolog († 1944.)
- 21. rujna – Herbert George Wells, britanski pisac († 1946.)

## Vanjske poveznice
|  | Zajednički poslužitelj ima još gradiva o temi Književnost u 1866. |